# 가나야가와촌
가나야가와촌(金谷川村)은 후쿠시마현 시노부군에 속했던 촌이다. 현재의 후쿠시마시에 해당한다.

## 역사
- 1889년 4월 1일 - 정촌제 시행에 의해 3촌의 구역을 가지고 성립하였다.
- 1955년 3월 20일 - 마쓰가와정, 미즈하라촌과 합병해, 새로운 마쓰가와정이 성립하여, 동일 가나야가와촌이 폐지되었다.

## 교통

### 철도
- 일본국유철도
  - 도호쿠 본선

### 도로
- 국도 4호선

현재는 도호쿠 자동차도가 지나가지만 당시엔 미개통이였다.

## 참고문헌
- 角川日本地名大辞典 7 福島県